# Pelina prospinosa
Pelina prospinosa är en tvåvingeart som beskrevs av Clausen 1973. Pelina prospinosa ingår i släktet Pelina och familjen vattenflugor. Inga underarter finns listade i Catalogue of Life.